# Equipas UCI de 2022
Na temporada de 2022 registaram-se a seguintes equipas ciclistas nas categorias UCI WorldTeam (máxima divisão do ciclismo em estrada a nível mundial), UCI ProTeam (segunda divisão), Continental (terceira divisão) na União Ciclista Internacional:

## UCI WorldTeams (Primeira Divisão)
Em 2022 as equipas UCI WorldTeam são 18, uma equipa menos que a edição anterior. Para esta temporada na máxima categoria mudaram de nome por rendimento de novos patrocinadores as equipas Astana Qazaqstan Team, Israel-Premier Tech, Quick-Step Alpha Vinyl Team, e o Team BikeExchange-Jayco. Assim mesmo, a equipa Team Qhubeka NextHash desaparece como equipa por problemas financeiros.
| Nomeie                             | País                   | Código UCI |
| ---------------------------------- | ---------------------- | ---------- |
| AG2R Citroën Team                  | França                 | ACT        |
| Astana Qazaqstan Team              | Cazaquistão            | AST        |
| Bahrain Victorious                 | Bahrein                | TBV        |
| Bora-Hansgrohe                     | Alemanha               | BOH        |
| Cofidis, Solutions Crédits         | França                 | COF        |
| EF Education-EasyPost              | Estados Unidos         | EFN        |
| Groupama-FDJ                       | França                 | GFC        |
| Ineos Grenadiers                   | Reino Unido            | IGD        |
| Intermarché-Wanty-Gobert Matériaux | Bélgica                | IWG        |
| Israel-Premier Tech                | Israel                 | ISN        |
| Jumbo-Visma                        | Países Baixos          | TJV        |
| Lotto Soudal                       | Bélgica                | LTS        |
| Movistar Team                      | Espanha                | MOV        |
| Quick-Step Alpha Vinyl Team        | Bélgica                | QST        |
| Team BikeExchange-Jayco            | Austrália              | BEX        |
| Team DSM                           | Alemanha               | DSM        |
| Trek-Segafredo                     | Estados Unidos         | TFS        |
| UAE Team Emirates                  | Emirados Árabes Unidos | UAD        |

## UCI ProTeams (Segunda Divisão)
Na temporada de 2022 obtiveram a licença UCI ProTeam 17 equipas. Assim mesmo, se produziu a mudança de nome de vários das equipas pela mudança dos seus patrocinadores.
| Alpecin-Fenix                   | Bélgica        | AFC |
| Arkéa Samsic                    | França         | ARK |
| B&B Hotels p/b KTM              | França         | BBK |
| Bardiani-CSF-Faizanè            | Itália         | BCF |
| Bingoal Pauwels Sauces WB       | Bélgica        | BWB |
| Burgos-BH                       | Espanha        | BBH |
| Caja Rural-Seguros RGA          | Espanha        | CJR |
| Drone Hopper-Androni Giocattoli | Itália         | DRA |
| Eolo-Kometa Cycling Team        | Itália         | EOK |
| Kern Pharma                     | Espanha        | EKP |
| Euskaltel-Euskadi               | Espanha        | EUS |
| Gazprom-RusVelo                 | Rússia         | GAZ |
| Human Powered Health            | Estados Unidos | HPM |
| Sport Vlaanderen-Baloise        | Bélgica        | SVB |
| Team Novo Nordisk               | Estados Unidos | TNN |
| Team TotalEnergies              | França         | TEM |
| Uno-X Pro Cycling Team          | Noruega        | UXT |

## Equipas continentais UCI (Terceira Divisão)

### Equipas africanas
| País | Nome | Código UCI |
| ---- | ---- | ---------- |
|      |      |            |

### Equipas americanas
| País     | Nome                                    | Código UCI |
| -------- | --------------------------------------- | ---------- |
| Colômbia | Colombia Terra de Atletas-GW Bicicletas | CTA        |
| Colômbia | Electro Hiper Europa-Caldas             | EHE        |
| Colômbia | Team Medellín-EPM                       | MED        |

### Equipas asiáticas
| País | Nome | Código UCI |
| ---- | ---- | ---------- |
|      |      |            |

### Equipas europeias
| País | Nome | Código UCI |
| ---- | ---- | ---------- |
|      |      |            |

### Equipas oceânicas
| País | Nome | Código UCI |
| ---- | ---- | ---------- |
|      |      |            |